# Historias de sexo y chapuza
Historias de sexo y chapuza es una serie de 51 historietas eróticas desarrollada desde 1989 hasta por el autor español Carlos Giménez, sin protagonista fijo. 

## Trayectoria editorial
En una entrevista de 1982, al ser requerido sobre su interés en el amor, el erotismo y el sexo como material creativo, Giménez ya afirmaba tener

en proyecto una serie de historias que irían en un álbum que se llamaría algo así como "Sexo y chapuza" o "Historias de amor y chapuza". Ahí quisiera contar cómo los españolitos de mi época hemos llegado al sexo, al amor y a la chapuza, los primeros contactos con la mujer, aquellos lotes estúpidos...Tengo sobre eso varias historias, mías y no: la de mi hermano, por ejemplo.

La serie no se empezaría a publicar hasta 1989 en la revista TOTEM el comix. Tras la cancelación de la revista, ha seguido siendo editada en álbumes por Ediciones Glénat España, S. L., hasta un total de 6 volúmenes.